# Гапочка, Павел Никитович
Павел Никитович (Никитич) Гапочка (16 [29] июля 1908, Купянск, Харьковская губерния — 22 мая 1970, Москва) — советский философ, доктор философских наук (с 1953), политический деятель.

## Биография
Член ВКП(б) с 1928 г.
В 1933 году окончил МГПИ им. К. Либкнехта.
С 1933 г. преподавал философию.
В 1935—1937 г. обучался в Институте красной профессуры.
С 1938 по 1944 г. работал помощником первого секретаря ЦК КП(б) Украины Н. С. Хрущёва.
В 1944 г. некоторое время работал заместителем директора Украинского филиала Института Маркса-Энгельса-Ленина по научной части.
С осени 1944 по май 1945 — второй секретарь Львовского областного комитета КП(б) Украины.
В 1948 г. был начальником Управления пропаганды и агитации ЦК КП(б) Украины. Затем —
заведующий отделом пропаганды и агитации ЦК КП(б) Украины (1948—1949).
На XV и XVI съездах КП(б) Украины избирался кандидатом в члены ЦК КП(б) Украины (с 17.05.1940 по 23.09.1952 г.).
С 1953 г. — профессор Академии общественных наук при ЦК КПСС.

## Научная деятельность
Занимался проблемами исторического материализма и научного коммунизма.

### Основные работы
Книги
- Как жил и боролся Сен-Катаяма. М., 1934;
- Поєднання особистих i громадських iнтересів при соціалізмi, Київ, 1948;
- Поєднання особистих i громадських iнтересів у колгоспах, Київ, 1948;
- Ликвидация противоположности между городом и деревней в СССР и пути преодоления существенного различия между ними, М., 1952 (Автореф. дисс.).
- Критика религиозной идеологии. М. Изд. ВПШ и АОН, 1961 (редактор);
- Борьба В. И. Ленина против «левого» оппортунизма и современность. М. 1968.

Статьи
- Сочетание личных и общественных интересов при социализме, «Большевик», 1948, № 6 (переизд. в сб. Вопросы марксистско-ленинской философии. М., 1950);
- Ликвидация противоположности между городом и деревней в СССР, «Вопросы философии», 1952, № 4.